# Tjeckoslovakiens damlandslag i volleyboll
Tjeckoslovakiens damlandslag i volleyboll (slovakiska: Slovenské národné volejbalové družstvo žien) representerade Tjeckoslovakien i volleyboll på damsidan. Laget deltog i två OS, åtta VM (med brons 1952 och 1960 som bästa resultat) och sjutton EM (med segern 1955 som bästa resultat). Lagets sista tävling var EM 1993 (d.v.s. efter att Tjeckoslavien delats upp i Tjeckien och Slovakien), där de kom tvåa. I det laget ingick dock, bl.a. på grund av skador, bara tjeckiska spelare. Området som laget täckte representeras numera av Tjeckiens damlandslag i volleyboll och Slovakiens damlandslag i volleyboll. 

### Fotnoter
1. ↑  ”1949 Senior European Championships” (på engelska). Confédération Européenne de Volleyball. https://www-old.cev.eu/Competition-Area/competition.aspx?ID=293&PID=616. Läst 27 februari 2023.
2. ↑  ”1950 Senior European Championships” (på engelska). Confédération Européenne de Volleyball. https://www-old.cev.eu/Competition-Area/competition.aspx?ID=294&PID=617. Läst 27 februari 2023.
3. ↑  Todor Krastev. ”Women Volleyball I World Championship 1952 Moskva (URS) - 17-29.08 Dinamo Stadium - Winner Soviet Union” (på engelska). http://www.todor66.com/volleyball/World/Women_1952.html. Läst 29 juni 2024.
4. ↑  ”Volleyball - Women's World Championship 1952 - Calendar & Results” (på engelska). Les-Sports.info. https://www.the-sports.org/volleyball-1952-women-s-world-championship-epr22660.html. Läst 29 juni 2024.
5. ↑  ”1955 Senior European Championships” (på engelska). Confédération Européenne de Volleyball. https://www-old.cev.eu/Competition-Area/competition.aspx?ID=296&PID=619. Läst 27 februari 2023.
6. ↑  Todor Krastev. ”Women Volleyball II World Championship 1956 Paris (FRA) 30.08-12.09 Winner Soviet Union” (på engelska). http://www.todor66.com/volleyball/World/Women_1956.html. Läst 29 juni 2024.
7. ↑  ”Volleyball - Women's World Championship 1956 - Calendar & Results” (på engelska). Les-Sports.info. https://www.the-sports.org/volleyball-1956-women-s-world-championship-epr22662.html. Läst 29 juni 2024.
8. ↑  ”1958 Senior European Championships” (på engelska). Confédération Européenne de Volleyball. https://www-old.cev.eu/Competition-Area/competition.aspx?ID=297&PID=620. Läst 27 februari 2023.
9. ↑  Todor Krastev. ”Women Volleyball III World Championship 1960 Rio de Janeiro (BRA) 28.10-15.11 Winner Soviet Union” (på engelska). http://www.todor66.com/volleyball/World/Women_1960.html. Läst 29 juni 2024.
10. ↑  ”Volleyball - Women's World Championship 1960 - Calendar & Results” (på engelska). Les-Sports.info. https://www.the-sports.org/volleyball-1960-women-s-world-championship-epr22670.html. Läst 29 juni 2024.
11. ↑  Todor Krastev. ”Women Volleyball IV World Championship 1962 Moscow (URS) 13-25.10 Winner Japan” (på engelska). http://www.todor66.com/volleyball/World/Women_1962.html. Läst 29 juni 2024.
12. ↑  ”Volleyball - Women's World Championship 1962 - Calendar & Results” (på engelska). Les-Sports.info. https://www.the-sports.org/volleyball-1962-women-s-world-championship-epr22676.html. Läst 29 juni 2024.
13. ↑  ”1963 Senior European Championships” (på engelska). Confédération Européenne de Volleyball. https://www-old.cev.eu/Competition-Area/competition.aspx?ID=298&PID=621. Läst 27 februari 2023.
14. ↑  ”1967 Senior European Championships” (på engelska). Confédération Européenne de Volleyball. https://www-old.cev.eu/Competition-Area/competition.aspx?ID=299&PID=622. Läst 26 februari 2023.
15. ↑  ”Olympedia”. https://www.olympedia.org/results/37114.
16. ↑  ”1971 Senior European Championships” (på engelska). Confédération Européenne de Volleyball. https://www-old.cev.eu/Competition-Area/competition.aspx?ID=300&PID=623. Läst 26 februari 2023.
17. ↑  ”Olympedia”. https://www.olympedia.org/results/37192.
18. ↑  ”1974/1975 Senior European Championships” (på engelska). Confédération Européenne de Volleyball. https://www-old.cev.eu/Competition-Area/competition.aspx?ID=301&PID=624. Läst 26 februari 2023.
19. ↑  ”1976/1977 Senior European Championships” (på engelska). Confédération Européenne de Volleyball. https://www-old.cev.eu/Competition-Area/competition.aspx?ID=302&PID=626. Läst 26 februari 2023.
20. ↑  ”1978/1979 Senior European Championships” (på engelska). Confédération Européenne de Volleyball. https://www-old.cev.eu/Competition-Area/competition.aspx?ID=303&PID=627. Läst 26 februari 2023.
21. ↑  ”1980/1981 Senior European Championships” (på engelska). Confédération Européenne de Volleyball. https://www-old.cev.eu/Competition-Area/competition.aspx?ID=304&PID=628. Läst 26 februari 2023.
22. ↑  ”1982/1983 Senior European Championships” (på engelska). Confédération Européenne de Volleyball. https://www-old.cev.eu/Competition-Area/competition.aspx?ID=305&PID=629. Läst 26 februari 2023.
23. ↑  ”1984/1985 Senior European Championships” (på engelska). Confédération Européenne de Volleyball. https://www-old.cev.eu/Competition-Area/competition.aspx?ID=306&PID=630. Läst 26 februari 2023.
24. ↑  ”1986/1987 Senior European Championships” (på engelska). Confédération Européenne de Volleyball. https://www-old.cev.eu/Competition-Area/competition.aspx?ID=307&PID=632. Läst 26 februari 2023.
25. ↑  ”1988/1989 Senior European Championships” (på engelska). Confédération Européenne de Volleyball. https://www-old.cev.eu/Competition-Area/competition.aspx?ID=308&PID=634. Läst 26 februari 2023.
26. ↑  ”1990/1991 Senior European Championships” (på engelska). Confédération Européenne de Volleyball. https://www-old.cev.eu/Competition-Area/competition.aspx?ID=292&PID=615. Läst 26 februari 2023.
27. ↑  ”1992/1993 Senior European Championships” (på engelska). Confédération Européenne de Volleyball. https://www-old.cev.eu/Competition-Area/CompetitionStandings.aspx?ID=309. Läst 26 februari 2023.
28. ↑  ”Volejbal na Slovensku 1993-1999” (på slovakiska). Slovenská Volejbalová Federácia. http://www.svf.sk/sk/svf/zakladne-informacie/volejbal-na-slovensku-1993-199. Läst 15 mars 2024.